# Vườn quốc gia Idalia
Idalia là vườn quốc gia ở Tây Nam Queensland, Australia, cách Brisbane 893 km về phía tây. Vườn quốc gia Idalia nằm gần thị trấn Blackall ở vùng hẻo lánh của Queensland. Công viên bảo vệ 144.000 ha đất Mulga với giá trị bảo tồn. Vườn quốc gia Idalia được mở ra vào năm 1990 bởi Prince Phillip.
Vườn quốc gia này là nơi sinh sống của nhiều loài thực vật và động vật nổi tiếng của Úc, bao gồm wallaroos, kangaroo màu đỏ và xám, wallabies đầm lầy, wallabies sọc đen, wallabies đá chân màu vàng và wallabilt nailail. Bao gồm trong công viên là một số di sản của thổ dân, bao gồm các mảnh vỡ nghệ thuật, sắp xếp bằng đá và các khu cắm trại. Cũng được tìm thấy trong công viên là tàn tích của hai ngôi nhà lịch sử; Idalia và Collabara. 
.